# Amazonen-Polka
Die Amazonen-Polka ist eine Polka von Johann Strauss (Sohn) (op. 9). Das Werk wurde im Fasching des Jahres 1845 im Sträußel-Saal neben dem Theater in der Josefstadt erstmals aufgeführt. Das genaue Datum der Uraufführung ist nicht überliefert.